# Sankt Mikkels Kirke
Sankt Mikkels Kirke er en kirke i Slagelse. Den er sammen med kirkeladen en af byens ældste bygninger. Der har været en kirke på dette sted siden ca. 1080, hvor roskildebispen Svend Normand grundlagde en romansk stenkirke dedikeret til ærkeenglen Mikael. Den gamle kirke blev dog revet helt ned og erstattet af den nuværende kirkebygning, der stammer fra ca. 1333. Tårnet er opført i 1400-tallet, og der blev gennemført en større restaurering i 1873-1876.
Den tidligere kirkelade fra omkring år 1500 blev i 1616 omdannet til latinskole.

## Historiske hændelser

### Billedstormen
I dag kendetegnes kirken ved at der ikke er mange kunstgenstande og farverige udsmykninger, hvilket også giver den et flot hvidt helhedsindtryk.
Dog er dette ikke et bevidst æstetisk valg. Alle førreformatoriske kirkegenstande - bortset fra enkelte - blev ødelagt og røvet under den såkaldte billedstorm på palmesøndag d. 5 april 1533.
Billedstormen på Sankt Mikkels Kirke var den eneste billedstorm, der skete i Danmark udenfor København.

## Bygningshistorie

### Den gamle kirke (1080-1333)
Kirken nævnes allerede i Roskildekrøniken, fra 1130'erne. Her nævnes det at biskoppen af Roskilde, Svend Normand (1074-1088) opførte en kirke i Slagelse o. 1080. Saxo tilføjer at kirken var viet til ærkeenglen Mikael.
Roskildekrøniken benytter ordet "monasterium", der betyder kloster, hvilket kunne tyde på at det var en klosterkirke oprindeligt - selvom der næsten ikke er andre kilder der beskriver det som et kloster. Denne samme usikkerhed findes angående Skt. Bendts Kirke i Ringsted, og det forbliver uklart om der o. 1080 virkeligt blev opført klostre i disse to byer. Hvis der var et kloster i Slagelse så tidligt, hører det til de allerældste klostre i Danmark (sammen med Skt. Michaelis i Slesvig og den samtidige Skt. Bendts). Under alle omstændigheder tyder intet på at Skt. Mikkels var en klosterkirke i den senere middelalder. Så hvis der har været et kloster, synkede det hurtigt i ubetydelighed.
Det giver god mening at man opførte en af de første stenkirker i Slagelse, da byen i 1000-tallet spillede en afgørende rolle for kongemagten. Der foregik også møntprægning i samme periode. Kirken ligger på toppen af "Mikkelsbjerget", som muligvis har fungeret som et ældre hedensk helligsted. Den høje placering gjorde også kirken synlig i byen og hele området. Det lader også til at Slagelse by har været bygget bakken, med kirken som centrum, i de følgende århundreder.
Man kan ikke sige meget om hvordan den gamle kirke så ud. Men sikkert er det, at den blev bygget i romansk stil og bygget med frådsten. Den har haft to tårne - ligesom Tveje Merløse eller Fjenneslev kirke. Man kan stadig se den gamle kirke figurere på Slagelses byvåben - her ses ærkeenglen Mikael, dragedræberen, ved siden af to kirketårne. Byvåbnet kendes fra et seglaftryk fra 1519, men er uden tvivl ældre, og det kan måske godt sættes i forbindelse med kongens afgivelse af købstadsprivilegier til Slagelse i 1288.

### Den gotiske kirke
I 1300-tallet blev Svend Normands kirke revet ned, og den blev erstattet af en moderne, gotisk kirke. Man regner med at den østlige del af kirken stod færdig i året 1333, da der er malet en indskrift på en hvælvingsbue i den østlige ende af det sydlige sideskib, hvor der står: "Anno Domini mcccxxxiii Completa est haec Testudo" ("I det Herrens år 1333 blev denne hvælving fuldført").
I løbet af midten af 1300-tallet blev kirken byggest fra øst mod vest, hvilket også kan ses indefra. Der er færre detaljer på murpillerne og hvælvingsbuer hen mod tårnet, mens der er stor detailrigdom i den østlige del af kirken. Kirken har nok stået færdig i sidste halvdel af 1300-tallet.
Kirken i dag, såvel som dengang, illustrerer en enestående gotisk enhed med spidsbuer og store kuplede hvælvinger. Kirkerummet er 36 meter langt og bredden er 20 m. Bredden - skabt af sideskibene - får kirken til se større ud, og man får et indtryk af at man er inde i en mindre domkirke. Det strømmende lysskær fra korvinduerne ind mod siddebænkene bekræfter dette indtryk, og er nok det smukkeste syn i kirken.
Tårnet blev bygget, uden spir, i ca. 1450. Tårnet så nok ganske anderledes ud end i dag - man kan ud fra billeder i 1600-tallet og 1700-tallet se at kirken havde et pyramidespir. Der har var også en tagrytter over koret i 1755.
Kirken har også haft en række sidealtre og små udbygninger, der er blevet fjernet i tiden løb

#### Restaureringer og omdannelser
I 1803 blev kirken udsat for en hård istandsættelse, der fjernede et kapel i sydsiden, gjorde tårnet fire alen mindre og påsatte det karnissvungne hattespir, som ses på illustrationer fra 1800-tallet.
I 1873-1876 gennemgik kirken en hård restauration, der har været kontroversiel sidenhen. Den blev ledt af arkitekten Harald Drewsen. Man byggede de to våbenhuse og sakristiet i disse år, og tårnet fik sit nuværende gotiske spir. Man fyldte også kampestensgrunden under tårnet med beton, man huggede stavværksdekoration i triforierne (de øverste vinduesåbninger i midterskibet) og der blev lavet en ny vestportal, som eftertiden ikke var glade for. Ifølge Nationalmuseets gennemgang af kirken i "Danmark Kirker" fra 1936 har restaurationen "dog i alt for høj Grad sat sit "nygotiske" Præg paa den gamle Kirke og betydelig formindsket dens Værdi som Bygningsmindesmærke".
De værste restaureringsbeslutninger blev ændret ved en istandsættelse under arkitekt Mogens Clemmensen i 1928. Kampestensfundamentet blev befriet for cement, vestportalen fik en mere simpel form og vestvinduet ind til tårnet blev genåbnet.

## Inventar
Der er for få eller ingen kildehenvisninger i dette afsnit, hvilket er et problem. Du kan hjælpe ved at angive troværdige kilder til de påstande, som fremføres.

Næsten alt inventaret er fra efter reformationen, da meget katolsk blev ødelagt under billedstormen i 1533.
Krucifikset, der hænger over alteret er dog fra før reformationen. Oprindeligt var det et korbuekrucifiks. Det er ca. fra år 1500.
Alterkalken er af forgyldt messing og er fra 1592. Den gamle vinkande bruges ikke længere, da den indeholder bly, men den er fra 1611. Oblatæsken er fra 1653. På altret ligger et eksemplar af Frederik II's bibel fra 1589. Døbefonten er fra 1610, over den er en fontehimmel. Prædikestolen er fra 1614. Her ses våbenskjold for Ebbe Munck og hans hustru Sidsel Høeg, der var slotsforvaltere på Antvorskov. På prædikestolen er der fire andre billedfelter med bibelske motiver - Abrahams ofring af Isak, mennesker der ser mod en slange og korsfæstelsen, profeten Jonas i fiskens bug og Samson, der river en løve i to stykker.
På korets nordside hænger et maleri af Fridrich Holm fra 1720. Det forestiller Jesu indstiftelse af nadveren.
På korets sydside hænger topstykket af et vægskab fra 1400-tallet. Der står med minuskelindskrift: "Archangele michael constitui te dominus principem super omnes animas sucipiendas" ("Ærkeenglen Mikael! Jeg, Herren, har indsat dig som fører for alle sjæle, der skal optages i himlen")
Orglet er fra 1961 og skal forestille ærkeenglen Mikael, der breder sine vinger ud over kirken.
De tre glasmalerier fra 1898, "Palmesøndag, Langfredag og Paaskedag" er C.N. Overgaards værk
Kirkeskibet hedder Nordlyset, en tremastet bark. Det er bygget af maler Ove Andersen i Slagelse 1993 – 1994. Ophængt 1994-12-11.  I modellen er der nedlagt et brev og en 5 kr.
Derudover er et unavngivet tremastet skib ophængt, sandsynligvis i 1860.
På siden af skibet er skrevet:
"Dette Skib er med Guds Hjælp bygget og skenket af mig, som er blind. Johannes Rasmussen. Smed. 1860"

### Klokkerne
Der er fire klokker.
Den første klokke er fra 1300-tallet, og på den er afbildet klokkestøberen, Olaf Henriksen Kegge, der virkede o. 1350-1375.
Den anden klokke er fra omkring 1450. Der står en indskrift i minuskler på plattysk: "Eyn zeygher clokke byn yk ghenant yk come over yn Zelant to Schlagheloze oppe zunte Myckeles kerken an my zo schal men de stunde merken beyde nacht unde dach des moet yk lyden menneghen harden schlach darumme byn yk here ghekomen dat myner de mester neme vromen gheghoten tome Sunde by my Yacob Yode ammen" ("En urklokke er jeg kaldt, jeg kom over på Sjælland til Skt. Mikkels Kirke i Slagelse. På mig så skal man timerne mærke ved dag og ved nat, derfor må jeg døje mange hårde slag, og derfor er jeg kommet her, at mesteren skal af mig få gavn. Støbt i Stralsund af mig Jakob Jode. Amen"). Klokken har Stralsunds mærke indgraveret.
Den tredje klokke er fra omkring år 1500. Der står med minuskler: "Help Ihesus Maria Anna ok Sancte Suzanna Lavrent". Derefter er der et støbermærke for klokkestøberen Lars Hansen, der virkede i Sydsjælland i starten af 1500-tallet.
Den sidste klokke er fra 1651. På den står der: "Campana divo Michaeli Slaglosensi dicata in funere magni regis Christiani IV percusa in priscum usum restaurata est anno MDCLI soli deio glorya me fecit Claus vam Dam" ("Denne Klokke, som var indviet til St. Mikkels Kirke i Slagelse, revnede ved Sørgeringningen over den store Konge Christian den 4. og blev sat istand til sin forrige Brug i Aaret 1651. Gud alene Æren. Claus vam Dam gjorde mig")

### Gravsten og epitafier

#### Skibets vestvæg: Albret Matzøn og Maren Hansdatter - ca. 1650
Gravsten over Albret Matzøn og hans kone Maren Handatter fra omkring 1650. Albret var borgmester over Slagelse. Fire hjørnecirkler med evangelisttegn med skriftbånd. Øverst i midten ses et opstandelsesrelief. Der er et stort indskriftsfelt i midten, ovenover er knogler sammenbundet med hakker og to genier på dødssymboler. I våbenskjoldene er indhugget: "AMS MHD", efter parrets navne, og "NJS EAD", muligvis efter svigersøn og datter. Nedenunder er indhugget: "Ao 170(2) er denne Sten (paalagt)".
I indskriftsfeltet i midten står der: "Herunder hviler i Herren højagtbare velviise og velfornemme nu s(a)l(ig) Mand Albret Matzøn, fordum Borgemester i Slagelse, som s(a)l(ig) hensof 1696 d. 20. Jan. i hans Alders 63 Aar i ligemaade hans kiere Hustrue, den dydziirede og Gud elskende Matrone Maren Hansdatter, som s(a)l(ig) Døde 1689 23. Jan. i hendes Alders 67 Aar. Efter at de hafde lefved tilsammen et kierligt Egteskab 31 Aar og afled med hinanden 2 Døttre. Gud gifve dennem en ærefuld Opstandelse paa Dommens Dag"
Nederst: "ESAI(AS) XXVI Cap(itel) V(ers) 20
"Mit Folck gack ind i dit Sofvekammer og luck Dørren efter dig skiul dig it lidet Øyeblick indtil Vreden gaar over""

#### Skibets vestvæg: Hans Olsen og Maren Pedersdatter - ca. 1599
Gravsten over kedelsmed og borgmester Hans Olsen og hans kone Maren Pedersdatter. Det er den ældste gravsten i kirken.
Manden står i knæbenklæder med kort skulderslag, pibekrave og baret. Konen står i lang kappe med opstående krave. De holder begge bøger. Ved Hans Olsens højre fod ses en hane siddende på et dødningehoved - nok et symbol for genopstandelsen efter døden. Mellem ægtefællerne ses et skjold, men det er meget udslidt. Ovenover ses en kedel.
I hjørnerne er der evangelisttegn med skriftbånd. I bunden ses står der: "Her lige begravene erlige og velactede Hans Olssen Kedelsmed, Borger i Slavelse, som døde tride paaskedag Aar 1591, oc hans kiere hostru erlig oc gudfryctig Qvinde Maren Pedersdatter, som døde Aar 1599 den 29. Juli. Gud gifve dennem en salig Opstandelse. Amen"
Stenen lå tidligere i skibets midtergang tæt på opgangen til koret. Den er af gotlandsk kalksten, og er muligvis produceret i Roskilde.

#### Skibets vestvæg: Bunde Nielsen og Maren Nielsdatter - ca. 1726
Gravsten over handelsmand Bunde Nielsen og hans hustru Maren Nielsdaatter.
Hjørneovaler med evangelisterne siddende i højryggede stole, og deres evangelisttegn. Nederst ses et vers: "Udi Troen vi Gud tiente Efter Ordet til vor Død Siden lod han os borthente Til at æde Himmel Brød"
I kartouchen står der: "Herunder hviler i Herren agtbare og velfornemme nu salige Mand Bunde Nielsen, fordum Borger og Handelsmand i Slagelse, som døde Aar 1699 den 13. Marts i hans Alders 64 Aar. I lige Maade hans elskelige Hustrue, den dydsirede og Gud elskende Matrone, Marens Nielsdaatter, som døde Anno 1726, den 9. Juni i hendes alders 64 Aar. Efter at edee hafde lefvet tilsammen et kierligt Egteschab 19 Aar og afled med hinanden 5 Sønner og 2 Døttre. Gud give dennem en ærefuld Opstandelse paa Dommens Dag. For Christi Schild"
Stenen er af kalksten.

#### Skibets nordvæg
Gravsten af grå kalksten med ulæselig skrift.

#### Våbenhuset: Christopher Lavritzøn og ...datter Brons. - ca. 1619
Gravsten over skrædder og borgmester Christopher Lauritzen og hans hustru, hvis navn ikke kan læses. De blev begravet med deres to børn.
Opstandelsesrelief. Stort skriftfelt i kartoucheramme i midten omgivet af blade og frugtklaser. Skjolde i hjørnerne - et med "CL AND", ægteparrets navne. Det andet utydeligt. Under indskriften ses to haner, der pikker korn.
I rammen står der: "Et minde over skrædder Christoffer Lauritzen og dennes hustru. Lauritzen var borgmester fra 1602-1619"
"Her ligger begravet...wellagtet...Lauritzøn fordum...Herren den...med hans kiere Hustru (død Juli 1602)...Børn hvis siele Gud..."
Midt på stenen står der "Jeg er Opstandelsen...hvo som tro...skal aldrig"

#### Våbenhuset: Niels Jacobsen Tenover og Christen Torkildson - ca. 1664
Gravsten fra 1664, der er delt i to - en over Niels Jacobsen Tenover og en over Christen Torkildson.
Der to i felterne 1654 og et monogram: "NTO". Evangelisttegn i hjørnerne. I toppen står der at stenen er bekostet af Anne Torkildsdatter og Anne Rasmusdatter.
Nederst mellem evangelisttegnene står der: "Herunder hviler erlig velagte Niels Jacobsen Tenover, barnefødt i Judtland i Horsens, forrdum Borger og fornemme Handelsmand der sammesteds, som med fornøfne sin kiere Hustru, Anne Rasmusdatter Jull, og efter den svenske Indfald der i Landet Anno 1657, hidover fløtte, døde saa her Anno 1659 udi sin Alder 28 Aar. Efterlod sig med sin Hustro en Søn og en Datter. Naar det behager Gud, hand da vil samle dem til dens mand i sit Rige. Gud give dennem da en ærefuld Opstandelse"
En anden gravskrift: "Her under hviler udi Herren erlig og velfornæme Karll Christen Torkildsøn. Barnefødt paa Mørckegaard udi Sjælland Anno 1615, tjente erlig oc velb(aarne) Mand Hr. Christoffer Urne, Stadtholder udi Norge for Handskriver og Stefninfsskrifuer udi 8 Aar, oc døde her udi Slagelse til sin Søster Anne Torkildsdatter Anno 1664 udi hans Alders 29 Aar. Gud gifve hannem med alle tro Christene paa den yderste Dommedag en gledelig og ærefuld Opstandelse og det evige Liv. Amen"
Lå tidligere som trappetrin foran fyrrummet. Stenen er af grå ølandsk kalksten.

#### Skibets nordvæg: Michel Christensøn og Margrethe Jensdatter - ca. 1625
Gravsten over Foged Michel Christensøn og Margrethe Jensdatter. Stenen sænkede ned over tid, og der blev lagt et nyt gulv over den. Den blev først fundet igen i 1970, til stor overraskelse for dem, der fandt det.
I skriftfeltet står der: "Her wnder ligger begraven erlig og welact Mand Michel Christensøn Fogid som døde her udi Slagelse den 10. Maii Anno 1625 med sin kiere Hustru erlig og gudfryctig Qvinde Margrethe Iensdaater som og døde her udi Slagelse Anno...den...hvis Siele Gud hafver. Gud gieve dennem med alle tro Christne en glædelig Opstandelse"
Stenen er af mørk gotlandskalk.

#### Skibets korvæg: Anders Cabel - ca. 1772
Mindetavle over Anders Cabel.
Med indskriften: "Herunder hviler Støvet af den welædle nu salige Hr. Anders Cabel, fordum welfornemme Kiøbmand i Slagelse. Født Anno 1714 i Martii Maaned. Død d. 2. December Anno 1772. Som blew nedsat i Sct. Michels Kirke Choer den 7de December. Før en æret Borger i Slagelse, nu en salig Indwaaner i Himmelen. Lyksalig Støw hviil her en Tiid i Jordens Riige, indtil Basunens Lyd dig byder frem at stige, da du paa Engleskik din Frelsere skal møde. Du største Fordeel fik som Kiøbmand da du døde"
Sort stentavle med forgyldte versaler. Der er en fejl i indskriftet, der stod "sat stige", s'et er forsøgt slettet.

#### Skibets kor: William Hammond og Lovise Charlotte - ca. 1801
Mindetavle over William Hammond og Louise Charlotte.
Indskriften: "Her blev begravet den 4. Juni 1787 Commerceraad William Hammond, i hans Alders 80. Aar. Næsten 14 Aar derefter, den 14. Febr. 1801, blev ved hans Side nedlagt hans anden Hustrue, Fru Lovise Charlotte fød Hagerup, i hendes Alders 74. Aar. Således igien samlede Døden tvende Venner, hvis 37 Aarige ægteskabelige Forening den havde afbrudt. Ikke for deres 7 efterlevende Børn, ikke for deres øvrige efterlevende mange Venner, sattes dette Minde, det staar uforglemmelig i deres Hjerter. Kun Efter-Slægten, der ikke kiendte dem, skal Marmoret nævne tvende gode Mennisker"
Empiretavle af norsk marmor.

#### Skibets kor: Mogens Jacobsøn og Karen Clemmensdatter - ca. 1640
Gravsten over borgmester Mogens Jacobsøn og hans hustru Karen Clemmensdatter fra omkring 1640.
Hjørnecikler med evangelisttegnene. Et opstandelsesrelief, og en firkantet indskriftsramme under to skjoldfelter.
På den ene af hjørnecirklerne indhugget: "Ao 1702 er denne Sten paalagt". I kartoucheskjoldene er det navnene skrevet: "M I S A, K C D" og på "H D V H" og "A M M D"
På indskriftsrammen står der "Her under hviler den i Lifvet, hos alle behagelig, efter Døden hos Gud, salige Borgmester Mogens Jacobsøn, som ved sin indgang i Verden, der skeede i Aarhuus i 1650 den 10. Marts, kom i det lefuendes Mantal oc Register i sin Fremgang i Verden var i de retlefuendis Samquem og kjerligen indloed sig med hans efterlatte hustrue Karen Clemmensdatter, vlesignet med 4 Børn, 2 Sønner og 2 Døtre. Gik saa siden hen paa Dydens Trappe til Ære og Berømmelse her til Raadstuen i 20 Aar indtil 10. Martij 1698, da Gud hjemfodrede hans dyrebare Sjæl efter at hand ved 48 Aars priselig Lefnet i alle retdømmendes Minde havde gjort sig udødelig. Thi tro Kærlighed og Oprigtighed var indtil det Hjerte brast. I sin Udgang af verden kom han uel i de dødis Tal hos os, men i de himmellefuendis hos Gud, huor hans Kiereste skal samlis til sin sal. Mand, naar det behager Gud at afhente hinde, som skede 17 ... i hindes Alders ... Aar"

## Galleri
- Nordlyset
- Johannes Rasmussens 3 master
- Glasmalerierne
- L.A. Schou, “Mikkelskirken i Slagelse, set fra Fisketorvet”. Køerne vandes ved vandposten, 1858